# Knud Larsen (borgmester)
 Der er flere personer med dette navn, se Knud Larsen.
Knud Larsen (født 24. marts 1945), dansk politiker og borgmester, valgt for Venstre.
Knud Larsen er uddannet landmand og lærer. Han har drevet en gård på Hesselholtvej, Møn, siden 1971. Gift med Hanne.
Han har siden 1974 været medlem af Møn Kommunalbestyrelse og borgmester 1992-1997 og igen fra 2001. Han har desuden været medlem af Storstrøms Amtsråd fra 1986 til 2005, formand for Venstres gruppe 1990-2001 og 1. viceamtsborgmester 1998-2001. Ved kommunalvalget 2013 blev han valgt til borgmester i Vordingborg Kommune.
Han er siden 1998 formand for STS (Storstrøms Trafikselskab), og har siden selskabets sammenlægning med VT og HUR Trafik været næstformand i bestyrelsen for Trafikselskabet Movia. Desuden er han medlem af bestyrelsen samt formand for repræsentantskabet for Møns Bank.
Han blev i 2005 ridder af Dannebrog.